# Philip Schaff
Philip Schaff (ur. 1 stycznia 1819 w Chur, zm. 20 października 1893 w Nowym Jorku) – protestancki teolog i historyk chrześcijaństwa, autor licznych dzieł, z których najbardziej znanym i do dzisiaj wznawianym jest ośmiotomowa historia Kościoła chrześcijańskiego (History of the Christian Church), obejmująca okres od początku chrześcijaństwa aż do reformacji w Genewie.

## Życiorys
Urodził się w Chur w Szwajcarii. Kształcił się w gimnazjum w Stuttgarcie, a następnie studiował na uniwersytetach w Tübingen, Halle (Saale) i w Berlinie. W 1843 roku został powołany do objęcia katedry historii Kościoła i literatury biblijnej w Niemieckim Reformowanym Seminarium Teologicznym w Mercersburgu w Pensylwanii, jedynym wówczas seminarium tego Kościoła w Stanach Zjednoczonych.
W drodze do Ameryki zatrzymał się w Anglii, gdzie spotkał się z Edwardem Pusey oraz innymi przedstawicielami ruchu oksfordzkiego. Podczas pierwszych lat nauczania w Mersenburgu wygłaszał poglądy, które wydawały się niektórym zbytnio prokatolickie do tego stopnia, że Schaff został oskarżony o herezję. Jednak podczas synodu kościelnego w Yorku w 1845 roku Schaff został jednomyślnie oczyszczony z tego zarzutu.
W 1870 roku Schaff objął katedrę encyklopedii teologicznej i symboliki chrześcijańskiej w Union Theological Seminary w Nowym Jorku, a od 1887 aż do swojej śmierci był profesorem katedry historii Kościoła. Schaff także przewodniczył komisji nadzorującej nowy przekład Biblii znany jako American Standard Version, jednak przekład ten ukazał się dopiero w 1901 roku, a więc 8 lat po śmierci Schaffa.

## Ważniejsze dzieła
- Schaff, Philip. History of the Christian Church – w 8 tomach.
- Schaff, Philip. Creeds of Christendom, with a History and Critical notes, volume I, volume II and volume III
- Schaff, Philip. The Creeds of the Evangelical Protestant Churches
- The New Schaff-Herzog Encyclopedia of Religious Knowledge.
- Ante-Nicene Fathers oraz dwie serie Nicene and Post-Nicene Fathers, łącznie 38 tomów pod redakcją Schaffa i innych.